# محمد سرور (لاعب كرة قدم إماراتي)
محمد سرور (مواليد 31 أكتوبر 1993) لاعب كرة قدم إماراتي يجيد اللعب في الوسط.
كانت بداياته مع نادي الشارقة و وقع مع الوصل في مارس 2017 بعد انتهاء عقده مع الشارقة و بعدها لعب مع نادي مصفوت.
1. ↑  "معلومات عن محمد سرور (لاعب كرة قدم إماراتي) على موقع transfermarkt.com". transfermarkt.com. مؤرشف من الأصل في 2020-10-31.
2. ↑  "معلومات عن محمد سرور (لاعب كرة قدم إماراتي) على موقع scoresway.com". scoresway.com. مؤرشف من الأصل في 2018-02-26.
3. ↑  "معلومات عن محمد سرور (لاعب كرة قدم إماراتي) على موقع int.soccerway.com". int.soccerway.com. مؤرشف من الأصل في 2020-10-31.

## وصلات خارجية
- محمد سرور على موقع Soccerway.com (الإنجليزية)